# Mount Jackson (Antarktis)
Der Mount Jackson (in Argentinien Monte Jackson, in Chile Monte Andrew Jackson) ist ein 3184 m (nach anderen Quellen 3050 oder 4190 m) hoher Berg im Palmerland auf der Antarktischen Halbinsel. Er ragt am südöstlichen Ende des Dyer-Plateaus auf. Er besitzt zwei Gipfel im Süden und Westen, die durch ein weites Kar getrennt sind, das sich nach Norden öffnet. Der Berg ist auch unter den Namen Mount Andrew Jackson und Mount Ernest Gruening bekannt, und liegt in den im Antarktisvertrag vereinbarten antarktischen Gebieten von Argentinien, Chile und Großbritannien. Damit galt er bis 2017 als höchster Berg in einem von Großbritannien beanspruchten Gebiet. 2017 veröffentlichte Untersuchungen des British Antarctic Survey (BAS) ergaben, dass der Mount Hope um rund 50 Meter höher ist, dieser gilt damit seitdem als höchster Berg des Vereinigten Königreiches.
Mount Jackson wurde bei einer Expedition von Mitgliedern des United States Antarctic Program (1939–1941) während eines Überflugs entdeckt. Später wurde die Entdeckung vom Bodenteam bestätigt. Der Name erinnert an Andrew Jackson, den siebenten Präsidenten der USA. Jackson genehmigte die von Charles Wilkes geleitete United States Exploring Expedition (1838–1842).